# FC Spartak Kostroma
El FC Spartak Kostroma (del ruso: ФК «Спартак» Кострома) es un club de fútbol ruso de la ciudad de Kostroma, fundado en 1959. El club disputa sus partidos como local en el estadio Urozhay y juega en la primera división, el segundo nivel en el sistema de ligas ruso. En el pasado, el equipo ha sido conocido como Tekstilshchik Kostroma (1961–1963), Tekmash Kostroma (1964–1966) y Zvolma-Spartak Kostroma (1992).

## Jugadores

### Equipo
Actualizado al 6 de septiembre de 2012, según RFS (enlace roto disponible en Internet Archive; véase el historial, la primera versión y la última)..